# Candida Höfer
Candida Höfer (Eberswalde, Alemanya, 4 de febrer de 1944) és una de les figures més representatives de la fotografia alemanya. Amb un rigor formal extrem, fotografia interiors d'edificis públics o semipúblics: biblioteques, museus, arxius, palaus, esglésies, teatres o sales d'òpera i biblioteques, quan han cessat la seva activitat i estan buits. A més d'un treball visual sobre l'arquitectura social, la càrrega simbòlica dels espais planteja una reflexió sobre el passat i el present de la cultura. Höfer ha exposat als més prestigiosos centres d'art i té obra a nombroses col·leccions, com el Centre Georges Pompidou de París, el Museu Folkwang d'Essen i el Museu d'Art Modern de Nova York (MoMA).

## Biografia
Filla del periodista Werner Höfer, va començar a treballar en diaris com a retratista. Va començar els seus estudis a la Werkkunstschule de Colònia abans d'ingressar, el 1973, a la Kunstakademie de Düsseldorf, on va romandre fins a 1982. Durant la seva estada en aquesta institució, va estudiar primer la disciplina cinematogràfica al costat de Ole John, especialitzant-se, a partir de 1976, en fotografia amb Bernd i Hilla Becher.
En l'actualitat, és considerada com un dels membres més representatius, al costat de Thomas Struth, Andreas Gursky o Thomas Ruff, de la Nova Escola de Fotografia Alemanya, sorgida al final de la dècada dels vuitanta, sent un dels primers deixebles de Becher a utilitzar el color, juntament amb Thomas Ruff.
Entre 1997 i 2000, va treballar com a professora a la Hochschule für Gestaltunt de Karlruhe.
Encara que el seu primer treball important va ser la seva sèrie Turks in Germany, després de passar per la Kunstakademie de Düsseldorf, va començar a prendre fotografies en color d'interiors d'edificis públics com oficines, bancs i sales d'espera. La seva obra es caracteritza per la seva precisió i rigor tècnic, la seva fredor i puresa visual. Els seus temes més destacats són la fotografia dels espais marcats per la seva funció de contenidors de cultura i coneixement, com biblioteques, museus, universitats, etc., sense presència humana en la major part dels seus treballs (excepte l'esmentat de Turks in Germany, Turks in Germany and Turks in Turkey, i un altre realitzat als carrers de Liverpool.
Entre les seves mostres individuals més recents s'expliquen: Kunsthalle, Basel, 1999; The Museum of Contemporary Photography, Chicago, 2000; Musée des Beaux Arts, Calais, 2001; Kunsthalle, Bremen, 2003; Huis Marseille, Amsterdam, 2004; i l'Institute of Contemporary Arts, Philadelphia, 2006.
A Espanya el seu treball s'ha pogut veure en multitud d'institucions: MEAC, Madrid, 1993; CAAM, Las Palmas de Gran Canària, 1993; Centre de la Fotografia, Salamanca, 1998; o Caixa Cantàbria, Santillana del Mar, 2004, i recentment ha exposat a Xacobeo 2010 i ha tingut exposició al MARCO de Vigo i al CAAC de Sevilla, a més de les seves mostres habituals a la galeria Fúcares de Madrid, que el representa a Espanya .

## Llibres
Außenhaut und Innenraum
Candida Höfer: A Monograph
Candida Höfer: Architecture Of Absence
Candida Höfer: Berlin Wilhelmstrasse 44
Candida Höfer: Bologna Series
Candida Höfer: Kuehn Malvezzi
Candida Höfer: In Portugal
Candida Höfer: On Kawara
Candida Höfer: Paris Opera
Candida Höfer: Philadelphia
Candida Höfer: Spaces of Their Own
Candida Höfer: Twelve
Candida Höfer: Weimar
Libraries
Louvre